# Mortal Kombat: Deadly Alliance
Mortal Kombat: Deadly Alliance es un videojuego de peleas lanzado en 2002, desarrollado y publicado por Midway para Xbox, PlayStation 2, Nintendo GameCube y la Game Boy Advance. Fue el primer Mortal Kombat hecho solo para consolas, dejando de lado a las máquinas arcade. Deadly Alliance es cronológicamente la quinta entrega de la saga. La historia se enfoca en la alianza entre Quan Chi y Shang Tsung, quienes tratan de resucitar un antiguo ejército para conquistar el Outworld (Mundo Exterior) y Earthrealm (La Tierra). 
Dos títulos basados en el principal fueron lanzados para Game Boy Advance. El primero también llevó el nombre de Mortal Kombat: Deadly Alliance lanzado el 20 de noviembre del 2002, y la segunda versión fue titulada Mortal Kombat: Tournament Edition (originalmente llevaría el nombre de Mortal Kombat: Deadly Revenge, como se ve en el manual), ésta fue lanzada el 25 de agosto de 2003. Deadly Alliance recibió críticas positivas de los críticos y fue considerado la "resurrección" de la franquicia Mortal Kombat. 
Es el primer juego de la serie canónica que no contó con la participación del cocreador John Tobias, quien dejó Midway en 1999 para dedicarse a otros intereses.

## Jugabilidad
Como todos los juegos de Mortal Kombat, Deadly Alliance se centra principalmente en sus modos de lucha. La jugabilidad es completamente distinta a la de entregas anteriores. Cada personaje ahora posee tres estilos de lucha diferentes, generalmente dos artes marciales y un estilo con arma blanca (excepto Blaze y Mokap) entre los cuales los jugadores pueden cambiar con el uso de un comando. En juegos anteriores todos los peleadores luchaban prácticamente de forma idéntica, con movimientos especiales que los diferenciaba. El número de movimientos especiales por personaje también se redujo, variando solo de dos a cuatro para la mayoría de peleadores, lo que obliga al jugador a utilizar el sistema de lucha mejorado. Los personajes ya no pueden correr y no hay medidor de carrera. Sin embargo, aunque todavía se limita a moverse solo hacia el fondo y el primer plano, el movimiento en tercera dimensión es mucho más fácil y puede usarse de manera continua (en Mortal Kombat 4, el desplazamiento lateral se asignó a dos botones diferentes, a una velocidad de aproximadamente uno segundo). Para evitar que los luchadores salgan del arena, los límites aparecen cuando un luchador es golpeado contra el borde. Los modelos de personajes se volvieron más realistas, y también tienen trajes alternativos desbloqueables, que pueden ser utilizados al seleccionarlos pulsando Start. La interacción ambiental está presente, pero es poco frecuente. Varios niveles incluyen obstáculos como pilares o estatuas que pueden romperse para dañar a un oponente que se encuentre cerca de estos. Solo hay un Fatality por personaje, mientras que los juegos anteriores incluían muchas formas de acabar con el oponente. Esta entrega de Mortal Kombat no incluye Stage Fatalities, aunque el arena de "Acid Bath" posee estatuas especiales de vómitos ácidos que dañan a los peleadores cuando estén cerca de ellas. 
Deadly Alliance presenta el modo Konquest, que se expande en la historia como un tutorial por personaje en forma de misiones. Entre cada secuencia, se muestra un video de un monje que se mueve entre varias ubicaciones en el camino de Konquest, pero esto no tiene ninguna relación real con la historia del juego, simulando la sensación de un viaje. Después de completar ocho "tareas de kombate", el jugador recibe instrucciones de completar un conjunto específico de tareas con cada personaje, que varían desde realizar combos difíciles hasta derrotar oponentes. Cada serie viene con instrucciones textuales que profundizan las historias de los peleadores, Blaze y Mokap solo pueden desbloquearse completando todas las etapas del Konquest. Al completar cada misión, el jugador es recompensado con una serie de "Koins" que actúan como la moneda del juego para abrir "ataúdes" en la Kripta. La Kripta es una característica en la que el jugador puede comprar aditamentos con las Koins ganadas en el juego, y consta de 676 ataúdes ordenados alfabéticamente por una designación de dos letras (AA – ZZ), están llenos de una gran cantidad de secretos y desbloqueables. Cada ataúd tiene un precio designado diferente, enumerado entre uno a miles y su tipo (Oro, Rubí, Zafiro, Jade, Ónix y Platino). En la Kripta se pueden desbloquear personajes, arenas y trajes alternativos, además de videos, imágenes, bocetos conceptuales y el cómic de Mortal Kombat Collector's Edition, otros ataúdes contienen pistas dónde están ubicados otros artículos e incluso algunos están vacíos.
Test your Might, el minijuego original de Mortal Kombat, regresa por primera vez desde el juego original, y también se incluye una variación, Test your Sight. En este último, el personaje se para frente a un conjunto de tazas, y el juego muestra al jugador qué taza contiene el ícono del logotipo de Mortal Kombat. Luego, las tazas comienzan a moverse en un orden aleatorio, y al final uno tiene que seleccionar la taza que contiene el icono. A medida que el jugador avanza en el minijuego, aumenta el número de tazas, al igual que la velocidad a la que se mueven para ordenarse. En niveles superiores, la cámara incluso se movería para dificultar al jugador el seguimiento del movimiento del ícono. Tener éxito tanto en Test your Might como en Test your Sight recompensa al jugador con Koins.
Mortal Kombat: Tournament Edition, exclusivo para Game Boy Advance, agrega tres modos: supervivencia, equipos y práctica, así como Fatalities con armas. Aunque ambas versiones de GBA cuentan con modelos en 2D, Tournament Edition fue el primer juego portátil de Mortal Kombat en ofrecer un estilo de juego en 3D.

## Argumento
Palabras de introducción de Raiden:  "Mortal Kombat siempre ha sido y siempre será... Por milenios, las fuerzas del bien y del mal han estado enzarzadas en una lucha eterna por el control del Reino de la Tierra. Algunos buscan usar el torneo para destruir todo lo que es bueno. Otros buscan Venganza, el Poder o la vida eterna. Una vez tras otra cada amenaza ha sido vencida y el Reino de la Tierra ha gozado de una paz relativa durante muchos años. Pero ha vuelto a surgir la sospecha de que la Tierra está en peligro otra vez y en esta ocasión, la amenaza del mal tiene dos caras.  Es conocido por todos que el hechicero Quan Chi ha escapado del Netherrealm. Desde su fuga, Quan Chi ha desbloqueado el secreto de la antigua Piedra Rúnica, descubriendo el antiguo ejército invencible del Rey Dragón en el olvido, y lo más inquietante de todo, formó una alianza con uno de nuestros enemigos más letales... Shang Tsung.
Con su fuerza combinada, conspiraron para dominar a los dos únicos seres que podrían impedir su dominio total de los dos reinos. El primero fue el emperador de Outworld, Shao Kahn. En una falsa muestra de lealtad, efectuaron su ataque. Luego viajaron a Reino de la Tierra a través de un portal místico que sólo conocen los hechiceros y deidades. Allí se enfrentaron al más poderoso guerrero de la Tierra y el campeón de Mortal Kombat, Liu Kang. Ha sido el mayor deseo de Shang Tsung consumir el alma del guerrero más grande del Reino de la Tierra. Con la asistencia de Quan Chi, fue que logró este objetivo: Liu Kang está muerto.
Tras haber regresado a Outworld, están utilizando las almas de los guerreros conquistados para resucitar al ejército invencible del Rey Dragón. Si tienen éxito, tendrán los medios para conquistar el Outworld... y, finalmente, el Reino de la Tierra. Serán imparables. Yo ya no puedo permanecer de brazos cruzados y ver este mal consumir el mundo. He renunciado a mi estado de Dios Mayor para regresar a la Tierra y llevar a todos a la batalla en contra de nuestros antiguos adversarios. Debemos actuar ahora. ¡Debemos detener esta alianza mortal!"

### Historia
Al final de Mortal Kombat 4 (el final canónico de Scorpion), Quan Chi se reveló como el asesino de la familia y el clan de Scorpion, antes de intentar enviarlo de vuelta al Infierno. Scorpion, impulsado por una furia homicida, atrapó a Quan Chi en el último momento, llevándose consigo al hechicero. En la introducción inicial de Deadly Alliance, se revela que Quan Chi logró escapar del Infierno usando el amuleto que le había robado a Shinnok. Aparece en una tumba que contiene varios restos momificados y una antigua piedra rúnica, que revela que los restos son el ejército "invencible" del gobernante olvidado del Mundo Exterior, conocido simplemente como el "Rey Dragón". Al enterarse de que puede ser revivido, Quan Chi forma una alianza con Shang Tsung, ofreciéndole un suministro infinito de almas a cambio de que trasplante las almas de los guerreros derrotados al ejército. Ambos trabajan juntos para derrotar y matar a Shao Kahn y Liu Kang, las dos mayores amenazas para sus planes. Incapaz de interferir como Dios Antiguo, Raiden renuncia a su estatus tras comprender que, si la alianza triunfa, el reino de la Tierra estará condenado.
En Deadly Alliance, el jugador recibe información sobre las historias de los personajes y sus relaciones, principalmente durante el modo Konquest, pero también a través de biografías que se pueden obtener en la Kripta. El juego se desarrolla en un entorno de ciencia ficción, y la mayoría de los eventos ocurren en los reinos ficticios de la serie Mortal Kombat. La historia comienza en el Infierno (aunque este no es un nivel jugable) y posteriormente se traslada al Mundo Exterior, Edenia y, finalmente, al reino de la Tierra. Para comprender completamente la trama de Deadly Alliance, el jugador debe completar no solo el modo Konquest, sino también el modo arcade. Como es habitual, completar el modo arcade desbloquea finales para cada personaje, pero solo algunos finales o partes de ellos se consideran parte de la continuidad canónica de la historia de Mortal Kombat. Algunos finales incluso se contradicen. Lo que realmente sucedió con los personajes no se reveló hasta su secuela, Mortal Kombat: Deception, lo que convierte a Deadly Alliance en el primer juego de la serie en tener un final dentro de la continuidad donde los héroes pierden y los villanos salen victoriosos.

## Desarrollo
A pesar del éxito de Mortal Kombat 4, la serie Mortal Kombat empezó a sufrir de sobreexplotación a finales de los noventa, lanzando en su mayoría proyectos de poco éxito. En 1996 la serie animada Mortal Kombat: Defenders of the Realm solo duro una temporada, en noviembre de 1997, Mortal Kombat: Annihilation, la secuela de la exitosa película de 1995, no tuvo éxito. En 1998 la serie de TV Mortal Kombat: Konquest solo duro una temporada a pesar de tener buenos ratings. Del lado de los videojuegos Mortal Kombat Mythologies: Sub-Zero tuvo nulo interés al igual que el port para Dreamcast del Mortal Kombat 4, llamado Mortal Kombat Gold; ambos títulos fueron considerados malos y recibieron malas críticas en su mayoría. La situación empeoró en los 2000's con las pocas ventas y mala recepción de Mortal Kombat: Special Forces y la pésima recepción de Mortal Kombat Advance, lo que obligó a Midway a dejar la saga momentáneamente para centrarse en su nuevo título, Deadly Alliance.
Mortal Kombat: Deadly Alliance fue originalmente conocido como Mortal Kombat V: Vengeance o simplemente Mortal Kombat V. A partir de fines de 1999 y durante unos años después el desarrollo del juego permaneció en el sitio web (ahora desaparecido) del cocreador Ed Boon. Este estaba en blanco, excepto por un archivo GIF que consistía en un "5" parpadeante con la imagen de Scorpion en su interior. Más tarde en 2002, apareció un avance del título en el mismo sitio.[cita requerida]

## Personajes
Este juego contó con 23 personajes seleccionables más un subjefe no seleccionable en la versión original, mientras que en su versión Tournament, contó sólo con 15. Los personajes en negrita, debutan en la serie.
| Personajes                                      | Personajes                                           | Personajes                                             | Personajes                                               | Personajes                                    | Personajes exclusivos de MK: Tournament |
| ----------------------------------------------- | ---------------------------------------------------- | ------------------------------------------------------ | -------------------------------------------------------- | --------------------------------------------- | --------------------------------------- |
| - Blaze - Bo' Rai Cho - Cyrax - Drahmin - Frost | - Hsu Hao - Jax Briggs - Johnny Cage - Kano - Kenshi | - Kitana - Kung Lao - Li Mei - Mavado - Moloch - Mokap | - Nitara - Quan Chi (jefe) - Raiden - Reptile - Scorpion | - Shang Tsung (jefe) - Sonya Blade - Sub-Zero | - Noob Saibot - Sareena - Sektor        |

1. 1 2 3 4 5 6 7 8 9 10 11  Desbloqueables.

Deadly Alliance destaca por ser el único juego de la saga principal que no presenta a Liu Kang como personaje jugable, ya que él y Shao Kahn solo aparecen en el vídeo de introducción. En el modo Konquest también se mencionan las muertes de Goro, Kabal, Motaro y Sheeva, pero posteriormente aparecerían en secuelas. El Rey Dragón mencionado en el juego aparecería posteriormente como Onaga en la secuela Mortal Kombat: Deception.
Debido a limitaciones de hardware, la versión para Game Boy Advance de Deadly Alliance incluye 12 de los 21 personajes jugables: Frost, Jax, Kano, Kung Lao, Kenshi, Kitana, Li Mei, Quan Chi, Scorpion, Shang Tsung, Sonya Blade y Sub-Zero. La segunda versión, llamada Tournament Edition, conserva únicamente a Quan Chi, Scorpion y Shang Tsung, pero añade a Bo' Rai Cho, Cyrax, Drahmin, Hsu Hao, Johnny Cage, Mavado, Nitara, Raiden y Reptile. Tournament Edition también incluye tres personajes adicionales que no estaban presentes en las otras versiones: Sektor (un cambio de paleta de Cyrax), Noob Saibot (un cambio de paleta de Scorpion) y Sareena, del spin-off de acción y aventuras Mortal Kombat Mythologies: Sub-Zero. Ambas versiones excluyen a Blaze, Mokap y Moloch. Tournament Edition es el único juego de lucha de Mortal Kombat que no incluye a Sub-Zero, aunque Noob Saibot se revelaría como el Sub-Zero original en Mortal Kombat: Deception.

## Arenas
El juego cuenta con 15 arenas. En total:
- Baño Ácido
- Dragonfly
- Drum Arena
- Casa de Pekara
- Palacio Kuatan
- Santuario de Lava
- Templo Lin Kuei
- Tumba Perdida
- Templo Lun Hai
- Guarida de Moloch
- Jardines del Palacio
- Fortaleza de Quan Chi
- Ruinas de Sarna
- Palacio de Shang Tsung
- Academia Wu Shi

## Curiosidades
- La principal curiosidad de este juego que si al finalizar con éxito el Modo Arcade y haber visto el final de cada personaje jugable, se puede ver a Kenshi mientras realiza su rutina de baile en solitario durante los créditos finales. Cabe destacar, si se juega con un personaje vistiendo su traje principal, se podrá ver a Kenshi durante los créditos finales con su traje predeterminado realizando su rutina de baile (si se juega con cualquier personaje luciendo con su traje alternativo, el espadachín ciego llevará uno diferente).
- Casi todos los kombatientes que estuvieron en Deadly Alliance aparecen en el Modo Konquest de Deception realizando un cameo o breve aparición, ya sea por reino o mundo, por ejemplo, Frost aparece luciendo su traje principal del juego anterior por Outword preguntando a Shujinko acerca de adónde queda una caverna de hielo o a Kitana por Edenia que tuvo una pequeña aparición de la Princesa donde interactúa con el protagonista del Modo Konquest ya anciano acerca de cómo liberar a su madre, la Reina Sindel, encerrada por la traidora de Edenia, Tanya. Cabe destacar, estos personajes como Frost y Kitana no son jugables en Deception, pero sí en el port de Unchained publicada después.
- La falta de un segundo Fatality se debe a un error de programación no corregido a tiempo. Todos los personajes poseen una, a excepción de Blaze, Mokap y Moloch.
- Moloch posee un tipo de lucha y carece de Fatalities.

## Lanzamiento
Para promocionar el juego, la banda estadounidense de rock Adema grabó una canción titulada "Immortal" y creó un video musical con la participación de Scorpion. La canción se usó en muchos anuncios del juego y el video musical se incluye en los extras, así como un breve video en vivo de la actuación de Adema en la Electronic Entertainment Expo de 2002. Mortal Kombat: Deadly Alliance se lanzó en el Reino Unido el Día de San Valentín de 2003. En un anuncio especial, una chica abrazaba a su novio y, al separarse, se veían huellas de manos ensangrentadas donde habían estado sus manos en la espalda de él.

### Mortal Kombat: Tournament Edition
Tras la versión original de Mortal Kombat: Deadly Alliance para Game Boy Advance, se lanzó una segunda versión, Mortal Kombat: Tournament Edition, el 25 de agosto de 2003. El juego presenta los personajes jugables restantes omitido de la primera versión (solo regresan Quan Chi, Shang Tsung y Scorpion) más tres personajes exclusivos: Noob Saibot, Sareena y Sektor.

## Recepción
La Recepción de Mortal Kombat: Deadly Alliance fue positiva en su mayoría, siendo nombrada la "resurrección" de la franquicia desde su aparatosa caída en picada a final de los 90s, trayendo muchas novedades consigo. Jeremy Dunham de IGN apreció el juego por renovar la formula de lo que era Mortal Kombat, señalando especialmente las implementaciones tridimensionales de Ed Boon, diferentes estilos de pelea y un sistema de combos más profundo e intuitivo. Jeff Gerstmann de GameSpot elogió a Deadly Alliance por sus fluidas animanciones, gráficas y plantilla equilibrada con nuevos y viejos personajes. Likewise, Benjamin Turner de GameSpy dio la bienvenida a las nuevas caras de la saga, resaltando los nuevos sistemas de pelea. IGN elogió la versión de Game Boy Advance por sus mejoras y contenido, afirmando que "se prestó mucha atención a este proyecto, desde el motor de lucha y gráficos para hacer del juego un excelente título".
GameSpot premió a Deadly Alliance en 2002 como el Mejor juego de lucha para Xbox y como el  Mejor juego de pelea para la GameCube. También ganó el Best Brawl en G-Phoria del 2003, poco después fue añadido en los PlayStation 2 Greatest Hits, GameCube's Player's Choice y Xbox's Platinum Hits. Durante la sexta edición anual de los Interactive Achievement Awards, la Academia de Artes y Ciencias Interactivas nominó a Deadly Alliance como "juego de lucha de consola del año", que finalmente perdió ante Tekken 4.

### Ventas
Tras su lanzamiento, el juego vendió más de 350.000 unidades en nueve días, 1 millón en su primer mes y más de 1,3 millones en enero de 2003. El disco de la banda sonora "Immortal" de Adema también vendió 24.000 unidades en los Estados Unidos.
En julio de 2003, según IGN, Deadly Alliance había vendido 2 millones de copias. En abril de 2011, Ed Boon dijo que el juego había vendido 3,5 millones de unidades. Según una retrospectiva de IGN, Deadly Alliance "instantáneamente se ganó a críticos y fanáticos, obteniendo las mejores críticas de la serie desde Mortal Kombat II y vendiendo un millón de copias en 6 semanas, eventualmente llegaría a más del doble de esa cifra. Mortal Kombat había regresado".